# قوانين العلم
يمكن تعريف القانون العلمي بأنه البيانات أو التجارب المتكررة التي تقدم وصفاً للأحداث الطبيعية أو تساعد في التنبؤ في إمكانية حدوثها, وأهم ما يتميز به القانون أنه تم إختباره أكثر من مرة من قبلوالمصطلح المشابه للقانون العلمي هو المبدأ.
القوانين العلمية:
1. تلخيص مجموعة كبيرة من الحقائق التي تحددها التجربة في بيان واحد .
2. عادة ما يمكن أن يصاغ القانون العلمي رياضيا في بيان واحد أو عدة بيانات أو على شكل معادلة. مثل قانون نيوتن الثاني {\displaystyle F=ma}
3. القانون العلمي مدعوم بقوة بالأدلة التجريبية، فهو يعتمد على المعرفة العلمية للتجارب التي تحققت بشكل متكرر والتي لا يمكن أن تزور أبداً. التجارب قد تحققت بشكل متكرر. ولا يغيير دقت القوانين العلمية عند اكتشاف نظريات جديدة، ولكن قد يبدل نطاق التطبيق، منذ اعتماد المعادلة (إن وجدت) أصبحت هي من يمثل القانون الذي لا يتغير. كما هو الحال مع المعرفة العلمية في مجالات أخرى، حيث لم يكن هناك اليقين المطلق مثل النظريات الرياضية أو الاكتشافات، والتي كان من الممكن دائما للقانون العلمي أن يرفض الملاحظات أو تلك المعادلات في المستقبل.
4. يقوم القانون العلمي في وصف الحقائق ومراعاتها وشرحها لتكون القواعد المعترف بها بكلمات أو برموز رياضية، تشرح معطيات معروفة بصورة مقبولة والتي قد اكدتها الاختبارات العلمية السابقة والتي تعتبرها المجموعة الاكاديمية صحيحة .

## مفهوم القانون العلمي
يقوم القانون العلمي بدراسة الحياة. ويتناول بيولوجيا الحياة كشكل خاص لحركة المادة، كما يتناول قوانين تطور الطبيعة الحية، وكذلك الأشكال المتشعبة للكائنات الحية: بناؤها ووظيفتها وارتقاؤها وتطورها الجزئي وعلاقتها المتبادلة بالبيئة. وتشتمل البيولوجيا على العلوم الجزئية لعلم الحيوان وعلم النبات والفسيولوجيا وعلم الأجنة وعلم الحفريات الحيوانية والنباتية والبيولوجيا الدقيقة وعلم الوراثة الخ. والبيولوجيا كنظام متناسق للمعرفة كانت معروفة لليونانين القدماء، لكنها لم تحرز أساسا علميا إلا في العصر الحديث. وقد تم أول تنظيم منهجي كامل نسبيا عن الكائنات الحية والمتميزة على يد جون راي (القرن السابع عشر) ولينايوس. وكانت البيولوجيا في القرن الثامن عشر والنصف الأول للقرن التاسع عشر وصفية بشكل رئيسي. وقد سمى انجلز هذه الفترة بالفترة الميتافيزيقية، فأساسها النظري هو فكرة دوام الأنواع، وهو اعتقاد بأن غرضية الكائنات العضوية ترجع إلى علل تتجاوز الطبيعة. وقد أدى الجهل بالعلل المادية للظواهر البيولوجية والفشل في إدراك صفاتها العينية إلى ظهور التصورات المثالية والميتافيزيقية (المذهب الحيوي) ومذهب التشكل المسبق والآلية الخ. وقد لعب اكتشاف بناء الخلية في الكائنات الحية دورا هاما في استكمال البيولوجيا كعلم. فقد حدثت للبيولوجيا ثورة بنظرية الارتقاء عند داروين، تلك النظرية التي كشفت عن العوامل الحديثة والقوى المرافقة للارتقاء، وافترضت وقدرت النظرة المادية للاقتصاد النسبي للكائنات الحية، ومن ثم قوضت السيادة السابقة للغائية في النظريات البيولوجية. وقد تحققت أشكال للنجاح هامة في العلوم البيولوجية في نهاية القرن التاسع عشر، وبداية القرن العشرين. غير أن البيولوجيا حققت تقدما سريعا بصفة خاصة منذ ظهور أفرع لها مثل علم وظائف الأعضاء (الفسيولوجيا) وعلم الوراثة وعلم الخلايا والكيمياء البيولوجية والفيزياء البيولوجية، التي تعنى بقوانين العمليات الحيوية الرئيسية – التغذية، التمثيل، والأيض (عمليات الهدم والبناء داخل الجسم) وانتقال الخصائص الوراثية... الخ. وفي النقاط التي تلتقي فيها البيولوجيا بالعلوم الأخرى (الفيزياء، الكيمياء، الرياضيات، الخ) تكون هناك امكانيات للنفاذ في عدد من الميادين البيولوجية الهامة. والمشكلة الرئيسية للبيولوجيا اليوم هي اكتشاف ماهية العمليات الحيوية، وفحص القوانين البيولوجية الخاصة بتطور العالم العضوي.

## الفرق بين القانون العلمي والنظرية العلمية
في بعض الأحيان قد يحصل لغط في المصطلحات بين القانون العلمي والنظرية العلمية، وذلك لأن معنى "نظرية" اللغوي غالباً يميل للإشارة إلى "رأي" أو "تخمين غير مدعوم بدليل". لكن الاستخدام الاصطلاحي للكلمة يختلف للغاية.النظرية العلمية هي تفسير أو مجموعة من التفاسير لظاهرة طبيعية معينة، قائمة على مجموعة قوية من الأدلة والمشاهدات والاختبارات. وتتبع نفس المنهج العلمي الذي يتبعه القانون العلمي. والفرق بينهما هو :
1. النظرية العلمية غالباً ما تكون لها طبيعة "تفسيرية" للظاهرة، أما القانون العلمي فتكون له طبيعة "وصفية" أو "شرحية" للظاهرة.
2. القانون العلمي يجب ان يكون موثق ولا يتغير بتاتا من حيث المبدأ ولكن قد يعدل من حيث التطبيق، أما النظرية العلمية فمن الممكن ان تتغير وتدحض وتستبدل بالمستقبل. والقانون العلمي هو من يحاول دائماً أن يبحث عن ثغرات في النظريات القوانين لمحاولة تصحيحها أو استبدالها، لكن عملياً سنرى أن أغلب القوانين والنظريات لا تنقد وذلك لأنها تكون قائمة على أساس قوي من الأدلة. أينشتاين، مثلاً، استطاع أن يثبت أن قوانين نيوتن ليست كلها صحيحة وأن هناك عوامل أخرى لم تكن موجودة في قوانينه.

### أمثلة على النظريات العلمية المقبولة في المجتمع العلمي
- الجاذبية هي نظرية قدمها نيوتن وتم تعديلها بعده. (الجانب الوصفي اسمه قانون الجاذبية)
- الانفجار العظيم.
- النسبية الخاصة قدمها(أينشتاين).
- التطور (بدأت من داروين وطورها العلماء بعده)

ومن كل ما سبق يستنتج أن التطور هو حقيقة علمية وهي كما قدمها العلماء، النظرية الأنجح في تفسير أصل الكائنات الحية، وهي المدعومة بكم هائل من الأدلة والقياسات وغيرها. ولا يوجد هناك أي دليل علمي يثبت خطأ في النظرية وفي مجموعة التفاسير التي تقدمها. مثل أي نظرية أخرى، فإن نظرية التطور تحتوي على بعض الثغرات أو "الحلقات المفقودة" التي يحاول العلماء دائماً البحث فيها لإغلاقها، لكن هذا لا ينفي أبداً صحتها وقبولها كنظرية علمية قوية. "رفض مبدأ حدوث التطور، وهو من الناحية المنطقية كرفض وجود الجاذبية، بحسب قول العلماء"*. أغلب الآراء التي تعارض نظرية التطور مثل نظرية الخلق أو "الصميم الذكي" تلقى تأييداً شعبياً كبيراً في كثير من البلدان لكنها غير مقبولة علمياً لعدم قدرة المؤيدين لها من توفير أدلة واختبارات كافية لتثبت صحتها،  وأيضاً لضعف قدرتها التفسيرية مقارنة بنظرية التطور.

## الشرح
أن الفروض التي نستخدمها لحل المشاكل العلمية تكون أيضا وسيلة لتفسـير الظاهرة أو الظـواهر موضع الإشكال أو السـؤال . هـذا الفـرض لابد أن يكون قانونا علميا . وتعرف القوانين العلمية على أنها قضايا كلية، ولكن ليس كل قضية كلية يمكن أن تكون قانونا علميا . وإذا كانت الإجابة بالنفى فهناك صفات مميزة تختـص بها قضايا العـلم الكلية وتنفرد بها تجعلنا نعطيها أسما خاصا، أعنى " القانون" .مثال: ان شخصا تسأل : لماذا يحتوى حجرا معينا على معدن الحديد؟ وأجيب بأن كل الحجارة الـوجودة في صـندوق أمـامه تحـتوى على معـدن الحديد، وأن الحجـر المذكـور موجـود في ذلك الصـندوق، فـإذن الحجر الـمذكور لابـد يحـتوى على معـدن الحديد . لا يمكن لاحـد ممن لهم معـرفة بالعـلم أن يقـبل مثل هذا الكلام ويعتبره تفسيرا علميا، رغـم أن المـقـدمة الأولى قـضية كـلية . والسـبب الذي يمكن أن يـقال لهـذا أن المقـدمة أو القضية الكلية ليسـت قانونا علميا طبيعيا، رغم أنها قد تكون صادقة بطريقة أخرى. أن القـضية " كل الحجـارة الموجـودة في الصندوق الذي أمامى تحـتوى على معدن الحديد" .يصف البعـض القضـية السـابقة وكل القضايا المشـابهة لها بأنها كليات عرضـية، وبالتالى فـهم يرون بأن القـانون العـلمى يختـلف عن الكليات العرضية في أنه يعـبر عن علاقة ضرورية بين الأشياء المذكورة في القانون، سواء كانت تلك الضرورة ضرورة متعـلقة منطـقية أو علـيّة، وأنه بدون إسـتخدام مفـهوم الضـرورة لا يمكن التمـييز بـين الكليات القانونية .لننظر في الضرورة المنطـقية . نقول عن قضية أنها ضرورية منطقيا إذا كان نفيها يمثل تناقضا في القول .
هذا التعريف يصف بشكل أو آخر قضايا الرياضيات والمنطق . فمثلا نعـتبر القضية القـائلة بأن " أثنين زائد أثنين يسـاوى أربعة " قضية ضرورية . مثل هـذا التعريف لا ينطبق على أى قـانون طبيعى، إذ لا يوجد قـانون واحد يمكن أن نقـول أنه ضرورى منطقيا، إذ لانسـتبعد أبد أن نصل إلى مرحلة يكون بإمكاننا فيها أن ننفى القانون الطـبيعى . وحتى لو تخـيلنا مرحلة من مراحل التقـدم العـلمى نسـتطيع أن نقـول فيها أن كل قوانيننا ضرورية منطـقيا، فسـيكون معـنى هـذا أن بإمكاننا أن نبين صحة القانون دون رجوع إلى التجربة الحسـية . لأن الطريق على بيان صدق القضايا الضرورية هـو إعـطاء برهان إسـتدلالى من النوع الموجود في الرياضيات والمنطـق، حيث لا يشار إلى التجربة الحسـية إطلاقا . وهـذا ما لا يمكن أن يثبت في ميدان العلوم التجريبية . كما ثبت في السـابق يعـتقد البعـض أن القـوانين الطـبيعية تتميز بكونها تعـبير عن ضـرورة عليـّة، ولكن كما بين الفيلسـوف الإنجليزى ديفيـد هيـوم، أن القضايا العـليـّة ليسـت في حقيقة الأمر إلا حـكما بارتباط دائم بين الأشـياء، وليـس في هذا الارتباط أى ضرورة . فبالـتجربة الحسـية مثلا نجـد ترابطا بين النار والإحـراق، ولكن لا يشـاهد بالحـس " عـّلة ضرورية " تربط النار بالأحراق . لقـد دافع هيوم عن رأيه هذا بحجج قوية، وكانت الردود على كلامه ضـعيفة، ولا تقف أمام النقد .إذا أخـد بـرأى هـيوم يثبت بـأن القـانون القـائل بـأن النحـاس موصـل جـيد للكهرباء يعـنى اللآتى : إن أى شـئ مـوجود الآن أو وجـد في الماضى أو سـيوجد في المسـتقبل والذي يحقق الشروط المطلوبة ليوصف بأنه نحاس هو في الواقع موصل جيد للكهرباء . واضح أن هـذه الصياغة لا تعنى شـيئا ويمكن حـدفها دون أن يعنى هـذا أى تغيير في القانون المذكور . ما هي الشروط التي يجب توافرها في القضايا الكلية كى تكون كليات قانونية :
1 – لو نظـر في القضية التي تقول :" كـل الحـجارة الموجـودة في الصـندوق الـذى تحتوى على معدن الحديد " يلاحظ أن كل الموضوعات التي تذكرها القضية محددة تحديدا قاطعا في الزمان والمكان . هـذا يصدق أيضا على القضـية القائلة " كل المسامير في هـذه الغرفة يعلوها الصدأ " والقضية " كل طلبة كلية التربية هـذا العام أذكياء " مثل هـذا التحديد الزمانى والمكانى لا يصدق على القضية " النحاس موصل جيد للكهرباء " من أجل ذلك نسمى الأخيرة كلية غير مقيدة والأولى مقيدة .
2 – الشـرط الثانى هـو ضرورة وجود الأشـياء التي يتكلم فيها القانون . هـذا شـرط هام لأن القانون الذي لا يتحدث عن أشياء موجودة لا يفـيد في التفسـير والـتنبوء . غـير أن هناك قوانين في العلوم الطبيعية لا تحقق هذا الشرط .مثـلا يقـبل علماء الطـبيعة القضـية القـائلة أنه في أى جسـم سـماوى له نفـس قـطر الأرض وكثلته ضعف كثلة الأرض يتحدد سقوط الأجسام فيه بالمعادلة :المسافة = 32 × الزمن 2 . قد لا يوجد جسم له نفس قطر الأرض وتكون كثلته ضعف كثلة الأرض، ومع هذا فالقضية السابقة لها صفة القانون، إذ أنها مستنتجة من نظرية نيوتن في الجادبية والحركة . إذن نستند على نظـرية علـمية رغـم عـدم وجـود شـواهد مباشرة تؤيدها أو لا يوجد شيء في الواقع يقابل موضـوع القـضية، أعـنى عـدم وجـود جسم سماوى له نفس قطر الأرض وكثلته ضعف كثلتها. يمكن إعادة صياغة هذا الشرط على الوجه التالى : القضـايا التي لا يوجـد ما يحقق موضوعاتها في الواقـع تعـتبر قانونا طـبيعيا إذا أمكـن إسـتنتاجها مـن قـانون أو نظـرية علمية مقبولة . أى أنه يمكن ان يقبل مثل هذه القضايا إذا كانت جزءا من نسق إستنباطى في علم تجريبي، وعلى هذا فالقضية التالية ليست قانونا علميا : " كل حصان مجنح يكون لونه أحمر " إذ ليـس لدينا في الواقع أحـصنة مجنحة، ولا يمكن إسـتنتاج القـضية من أى قانون أو نظـرية علمية مقبولة . ولكن قـد نسأل : وما القـيمة العـلمية للقـوانين التي لا يوجـد ما يقـابـل موضـوعاتها فـى الواقـع ؟. الإجـابة أنـه رغـم عـدم وجـود مـا يقـابـل موضوعاتها في الواقـع الآن، فإن من المحتـمل دائما أن يوجـد شـيئا في الواقع تنطبـق علـيه الصـفات المـذكـورة لهـذه الـموضـوعات، أو قد يتـمكن مـن إيجـاد مثـل هـذه الموضوعات. وبالتالي قد تستخدم مثل هذه القوانين لاكتشاف مجالات جديدة في العلم .
3 - لو نظر في مثال الكليات العـرضية، نجد أنها أقـرب ما تكون وصفا لخبر لأنـها تتحـدث فقـط عـن أشـياء معـينة ولا تتجاوزها . لكى نسـتخدم قضـية كوسيلة للتفسير والتنبوء لابد أن تتجاوز موضوعاتها شواهد محددة نعرفها، وأن يكون مجال إدخال شـواهد جـديدة فيـها مفتوحا . فالقضية " كل الحجارة في الصندوق الذي أمامى تحتوى مادة الحديد " تصف مجموعة الحجارة هذه وليس بإمكاننا الحزم بأن أى حجر جديد نضعه في الصندوق سيكون محتويا على مادة الحديد .
4 - مـن الضرورى أن تـتوافر شـواهد مباشـرة وأخرى غـير مباشـرة لتعـضيد أى قانون علمى . مثلا إذا كان لدينا قانونا مثـل ( ق 1 ) يحـكم بوجود خصائـص معـينة لمعدن النحاس، فالشواهد المباشرة عليه هي كل قطع النحاس التي شاهدناها ووجدنا أن لـها فعـلا الخصائص المذكورة في الـقانون . أما الشـواهد غير المباشرة فتسـتنتج أو تفسر عادة بالرجوع إلى قوانين أو نظريات أعم .من هذه النظريات نستنتج عادة عدة قوانين . من ( ن ) نستنتج (ق1 ) و ( ق2) و ( ق3) . كل الشـواهد المباشرة على (ق2) و (ق3) تعتبر شـواهد غير مباشرة على (ق1)، وكل الشـواهد المباشـرة على (ق1) و (ق2) تعتبر شـواهد غير مباشرة على (ق3)، وأيضا فإن الشواهد المباشـرة على (ق1) و (ق2) و (ق3) تعتبر شواهد غير مباشرة على (ن) .لابد أن أذكر هنا أن بعـض علـماء الطـبيعة لا يعتبرون أى قضية كلية قانونا طبيعيا إذا كانت كل الشواهد عليها مباشـرة، حتى لو حـققت الشـروط السـابقة الذكر جميعا . مثلا القضية " كل الغربان سـودا" قضية كلية، كل الشـواهد عليها مباشـرة، فهي لا تفسـر بالرجوع إلى قانون أو نظرية عامة تتعلق مثلا بسبب سواد لون الغربان . لهذا لا يقبل الكثيرون هذه القضية على أنها قانون طبيعى .ينبغى الإشـارة في هـذا المقام إلى أنه لو وجـد شـاهدا مكـذبا للـقانون (1) فإننا قد يضطر أحيانا للإبـقاء عليه واستخدامه معـتبرين الشـاهد المكـذب إسـتثناء . السـبب أن (ق1) منطوى تحت نظرية، وأن سـقوطها يعنى إعادة النظـر في جزءا أو أجزاء من معارفنا في وقت معـين . قد لا يكون ذلك مـمكنا لأنه لا توجـد في ذلك الوقـت قـوانـين بديلة . مثلا : وجـد في وقت ما شـاهد مكذب لقانون بقاء الطاقة وذلك عندما تبين فناء إشعة ( بيتا )، ومع ذلك لم يسـقط القانون، لأن معنى إسقاطه أننا سنحرم من مجموعة مـن القـوانين المنسـقة في علم الطـبيعة التي لا نسـتغنى عـنها . هـذا بينما لم يـتردد في إسـقاط مبدأالتعادل حين وجدت شـواهد تكذبه . عموما يمكن أن نقول أننا نكون على إستعداد لإسـقاط قانون لو كانت كل الشواهد المعضدة له مباشرة ووجدنا شاهدا مكذبا له فيما بعد .انواع القوانين الطبيعية يظن البعض أن كل القوانين الطبيعية قوانين عليّة . الحقيقة أن قوانين الطبيعة تكون على أنواع، وليسـت القوانين العليّة إلا واحد منها . لكى نتبين هذا لابد أن نبدأ بمناقشة عامة عـن القـوانين العليّة نبين بعدها أن شـروط القانون المعـبر عن العليـّة لا تتوفر في كل القوانين الطبيعية .سابدأ في شرح معنى العليّة بالمثال الآتي: لومررنا شـرارة كهربائية في خلية من غازى الأكسـجين والهيدروجين، سينتج عن ذلك انفجار يصاحبه اختفاء الغازين المذكورين وتكون الماء . هـما معلولان لعلة، هي الشرارة الكهربائية .إن القـضية الكـلية الـتالية " إذا مـررت شــرارة كهـربائـية فـى غـاز الأكسـجـيـن والهيدروجين سـينتج عن ذلك اختفاء الغازين وتكون الماء " تسمى قانونا عليّا . السبب الذي يعطى تلك التسمية، أن الأحداث المذكورة في القضية الكلية السابقة تحقق شروطا أربعة هي :
أ – إن العلاقة بين ما يسمى علة وما يسمى معلولا، هي علاقة مضطردة، أى كلما حـصلت العـلة حصل المعلول . معـنى هـذا ضمنا أن ما نسـميه عـلة شـرط ضـرورى وكاف لإحداث ما نسميه المعلول .
ب – إن العـلاقة تكون بين أحداث متـقاربة في المـكان . لذلك إذا حدث وتكلمنا عن علة ومعلول بعيدين عن بعضهما في المكان، فلابد أن نفترض أنهما طرفان في سلسلة من الأحداث المتقاربة في المكان .
ج – إن العلاقة ذات طابع زمني، بمعنى أن ما يسمى علة يسبـق زمانا ما نسميه معلولا، بحيث يكون زمن حدوث المعلول إستمرار لزمن حدوث العلة . لذلك إذا قلنا عن علة ومعلول بعـيدين عن بعضهما في الزمان، فلابد أن نفـترض أنهما طرفان في سلسلة من الأحداث المتقاربة في الزمان .
د – إن ما يسمى بالمعلول لا يكون عـلة لما يسمى بالعلة، أى أن تكوّن الـماء لا يكون عـلة لتكوّن الشـرارة، كما كانت الشـرارة علة لتكون الماء حين مررناها بغازى الأكسجين والهيدروجين .سـننظر الآن في القـوانين الطبيعية لـنرى إن كان هذا المعنى من العلية ينطبق عليها جميعا أم على بعضها فقط :
- - أحد أنواع القوانين الأساسية هي قوانين تصنيف الموجودات والكائنات، كالتي نجـدها في الكيـمياء والبـيولوجيا ( الأحـياء ) مثلا . فـفى وصفـنا لأى موجود طـبيعى نسـتخدم عادة مجموعة من الصفات الهامة، مثل اللون والشـكل البلورى أو الصلابة أو درجة الغليان ....الخ .كل واحدة من هـذه الصفات العامة تكون عائلة أفرادها صفات محددة . فاللون عائلة أفـرادها الأحـمر والأخـضر ... الخ . يمكن القـول بأن كل موجود يتميز بمجموعة من الصفات المحددة التي تـنتمى إلى صفات عامة، وأن الـموجودات يمكن أن تصنـف إلى أنواع تتميز عن بعضها بصفة واحدة على الأقل تنتمى إلى صفة عامة . مثلا حين نقول أن موجودا ما ( ملح صخرى )، فـنحن نريد بهذا أن نقـول أنه توجـد فئة من الصفات العامة ( الشكل البلورى واللون ودرجة الانصهار ) ...الخ . بحيث أن هذا الموجود له صـفة محددة من هـذه الصفات العامة ( فهو مثلا ذا بلورات مكعبة ولا لون له ويتحول لسائل عند درجة 804 درجة مئوية ودرجة صلابته تساوى 2 في مقياس الصلابة .... الخ .)، وأيضا فإن هـذا الموجود يخـتلف عـن موجود آخر يـنتمى لنوع آخر ذى صفـة محددة واحدة على الأقل .القـوانين التي مثل هذه تحكم بأن كل موجود من نوع معين له مجموعة من الصفات المحددة، أو أن هناك معـيّة بين صفات محددة في موجودات من نوع معين . مثل هذه القوانين كما هو واضح من العبارة الأخيرة ليست قوانين علـيّة، فهي لا تحكم مثلا بأن القساوة في الملح الصخرى هي العلة كون بلوراته مكعبة أو العكس .
- - هـناك نوع آخر من القوانين الطبيعية يحكم بأن واقعة أو أكثر، أو خاصية أو أكثر، تتلو واقعة أو أكثر، أو خاصية أو أكثر، تباعا ثابتا لا تغـير فيه . في هـذه الفـئة من القوانين تدخل القوانين العلمية، مثل التي تحدثنا عنها من قبل عند كلامنا عن مثال الشرارة الكهربائية الممررة في غازى الأكسجين والهـيدروجين . أو القانون القائل بأننا حـين نرمى حجرا في الماء يـنتج عـن ذلك سـلسلة من الدوائر ذات مركز واحد . على أننا نجـد من هـذه الفـئة أيضا قـوانين مـن نوع آخر تسـمى قـوانين تطورية . مثال ذلك القانون القائل بأن تكون الرئتين في الجنين الأنسانى لا يسبق الدورة الدموية .يتردد العلماء في تسمية القوانين التطورية قوانين عليّة، وذلك لسببين : أولهما : أن هذه القوانين تعطينا فقط الشرط الضرورى لحدوث حادث معين، دون أن تعـطينا أو تـبين لنا الشـروط الكافية لحصوله . فـنحن لا نعـلم مثلا إذا كان " تكون جهاز الدورة الدموية يكفى وحده لتكون الرئتين " وكل ما نعرفه أنه ضرورى لذلك . ثانيـهما : أن هـذه القـوانين التطورية تصف عـلاقة بين حادثين تفـصل بينهما فـترة زمنية، لهذا قد يتدخل عامل معـين أثناء هـذه الفترة ويمنع الحادث التالى من الحصول رغم حصول الحادث الأول . لذلك قد لا يحدث التتابع بين الحادثين الذي يقرره القانون . رغم هذا نستخدم مثل هـذه القوانين في العـلم ولا يعترض عليها، رغم عدم تحقـيقها لشرط القانون العلمى .
- - يوجد في عـلم الطبيعة الحديث نوعا ثالثا من القوانين يقرر بأن أحد متغيرين هو دالـة للآخـر بالمعـنى الرياضى . تعـرف الدالـة في الرياضـيات كـالأتى : إذا أرتـبط متغـيرين بحيث أن أى قـيمة تعطى لأحدهـما ينتج منها تحديد لقـيمة الآخر، فإن الثانى يكون دالة الأول . التحديد هـنا هو لعلاقة بين كميات بحيث أن أى تغـير في الكم الأول يصاحبه تغير في الكم الثانى .مثلاً قانون الغازات الـقائـل بأن ضغـط كمية معـينة من الغاز × حجم الغاز = مقدار ثابت × درجة الحرارة المطلقة . هـذا ليس قانونا علـيّا . فهو لا يقول بأن تغيير في درجة الحرارة مـثلا يكون مصاحبا لتغـير في الضغط أو الحجم أو الإثـنين معا، كذلك قانون جاليليو لسقوط الأجسام، الذي يقول بأن المسافة التي يقطعها جسم ساقط = 2/1 × مقدار ثابت × ن 2 . حيث ن2 هـى الزمن الذي تسـتغرقه أو يسـتغرقه الجسـم في السقوط . ما يقوله القانون هو أن التغـير في المسافة يرتبط بالمدة الزمنية المستغرقة في قطع المسافة . هذين ليـسا قانونين عليّين . لأنهما لا يفيان بالشرط الرابع للقوانين العليـّة . فنحن هنا نسـتطيع تحديد حالة تالية من تحديدنا لحالة سـابقة، كما نستطيع تحديد حالة سابقة من تحديد حالة تالية .
- - القوانين الاحتمالية أو الإحصائية، مثل القانون القائل بأنه لو ألقي نردا مكعبا ( تتشابه وجوهه الستة تماما ) عدة مرات، فإن احتمال ظهور وجه معين سيكون 6/1 . مثل هذه القوانين لا تقرر علاقة مضطردة غير متغيرة بين حادثين . كل ما تقرره أنه بعد سـلسلة من المحاولات الطويلة الكافية أولا، فإن حادثا معـينا يكون مصاحبا لحادث آخر بدرجة تردد نسـبية غـير متغـيرة . هـذه ليسـت قوانين عليـّة بالمعنى الدقـيق، وإن كانت لا تتناقض مع مفهوم العـليـّة .

## العلم والفلسفة
فلسفة العلم، توصف بأنها مبحثا أصيلا من مباحث الفلسفة وقد تعبر بصدق عن عصر العلم وتضاعف المعرفة العلمية، تقدم رؤية نقدية تصويبية تشكل في مجملها طوق النجاة لتشكيل العقلية العلمية التي ننشدها. إن فلسفة العلم، تهدف إلي بيان صلاحيات العقل الذي ينبغي أن يتصف بالعلمية، وقد ساهمت فلسفة العلم بنصيب كبير في تشكيل محكمة نقدية راجعت من خلالها المفاهيم والتصورات والمناهج وأساليب التفكير والتصورات العلمية التي سادت تاريخ العلم.

## الأنحفاظ والتماثل
تعد قوانين الحفظ، القوانين الأكثر أهمية في العلم . وتتبع القوانين الأساسية في تجانس فضاءالفضاء والوقت وطور الموجة، وبعبارة أخرى التماثل.
- -مبرهنة نويثر أو نظرية نويثر :تعتبر أهم مبرهنات ونتائج الفيزياء النظرية التي تظهر أن قانون الانحفاظ يمكن اشتقاقه من أي تناظر استمراري.
- -قانون بقاء المادة أو ما يعرف ايضاً بأسم قانون (لافوازييه-لومونوسوف). وهو قانون ينص على حدوث أي تفاعل كيميائي فان كتل المواد المتفاعلة تساوي كتل المواد الناتجة عن التفاعل، كما أن يذكر أن أي كتلة في نظام مغلق ستبقى ثابتة مهما حدث داخل النظام.
- -قوانين انحفاظ الطاقة أو بقاء الطاقة، زخم الحركة وزخم زاوي|كمية الحركة الزاوية. وهي مجموعة الأنظمة المعزولة التي وجدت لتشكل تماثل ممكن بالنسبة للوقت المناسب، والترجمة، والتناوب.
- -قانون بقاء الشحنة. وهو قانون مصاغ من قانون حفظ الطاقة وهو علاقة حسابية بين كمية الشحنة داخل وسط ما وبين مقدار تدفق تلك الشحنة داخل وخارج الوسط، ويمكن اثبات هذا القانون رياضيا عن طريق قانون أمبير وقانونا كيرشوف.

## اللإستمرارية والنقل
ويمكن التعبير عن قوانين الحفظ باستخدام المعادلة الاستمرارية العامة (للحصول على كمية الحفظ)و يمكن أن تكتب على شكل فرق على النحو التالي:
{\displaystyle {\frac {\partial \rho }{\partial t}}=-\nabla \cdot \mathbf {J} }
{\displaystyle {\frac {\partial \varphi }{\partial t}}+\nabla \cdot \mathbf {v} =s.\,}
حيث:
{\displaystyle \scriptstyle \varphi } الكمية الفيزيائية ولتكن الشحنة الكهربائية.
{\displaystyle \nabla \cdot } رمز تباعد في حسبان المتجهات.
{\displaystyle \mathbf {v} } هي مجال متجهي يصف انسياب الكمية الفيزيائية مثل (التيار الكهربائي).
{\displaystyle s.\,} معدل التزايد أو التلاشي. و يساوي صفرا لأي كمية فيزيائية محفوظة.
{\displaystyle {\frac {\partial \rho }{\partial t}}=-\nabla \cdot \mathbf {J} }
حيث ρ هي بعض الكمية الفيزيائية ولتكن الشحنة الكهربائية. ة لكل وحدة حجم، 'J' هو التدفق من هذه الكمية (تغيير في الكمية لكل وحدة زمنية من وحدة المساحة).حدسية،(الرمز ∇ •)هورمز التباعد في حسبان المتجهاتالخارج من نقطة، وبالتالي فإن السلبية هي الكمية المتراكمة في النقطة، وبالتالي معدل تغير كثافة في منطقة من الفضاء يجب أن تكون كمية الجريان ترك أو جمع في بعض المنطقة
مثال:•المعادلة الأساسية في انسياب الماء (Water flow) هي معادلة الاستمرارية (Continuity equation) وهي تخلق علاقة بين حجم الانسياب "Q" عبر مقطع عرضي في ("A" Cross-section) والسرعة الموجهة "V" Velocity في مقاطع عرضية أخرى:
Q = A1V1 = A2V2 … (1)
• والمعادلة الأساسية الأخرى في هايدروليكا نقل مياه الري والصرف هي معادلة برنولي (Bernulli Equation):
بحيث:
P = شدة الضغط في أي نقطة
w = كتلة وحدة الحجم من الماء
y = ارتفاع النقطة من خط مقارنة معين
g = عجلة الجاذبية
V12/ 2g
hf = hl = فاقد العلو أو الضغط بقيمة الاحتكاك.
انظر في الجدول أدناه، يتم جمع التدفقات لمختلف الكميات الفيزيائية في مجال النقل، والمعادلات الاستمرارية المرتبطة بها، للمقارنة.
الفيزياء، المحفوظة للكمية المخزنة لكمية الأسهم المتداولة س ρ الكثافة (من س) الجريان J (من س) المعادلة
الهيدروناميكا:
| الفيزياء، والكمية المخزنة                | حفظ كمية q               | حجم كثافة ρ (فيq)                                                    | تدفق J (فيq)                         | المعادلة                                                                                |
| ---------------------------------------- | ------------------------ | -------------------------------------------------------------------- | ------------------------------------ | --------------------------------------------------------------------------------------- |
| جريان الموائع،السوائل                    | m = كتلة (kg)            | ρ = كثافة الكتلة الحجمية (كجم                                        | ρ u,حيث أنu = مجال السرعة في السوائل | {\displaystyle {\frac {\partial \rho }{\partial t}}=-\nabla \cdot (\rho \mathbf {u} )}  |
| التآثر الكهرومغناطيسي، الشحنة الكهربائية | q =الشحنة الكهربائية (C) | ρ = حجم الكهربائية كثافة الشحنة (C m−3)                              | J = كثافة التيار الكهربائي           | {\displaystyle {\frac {\partial \rho }{\partial t}}=-\nabla \cdot \mathbf {J} }         |
| الديناميكا الحرارية،الطاقة               | E = طاقة (J)             | u = حجم كثافة الطاقة                                                 | (J m−3)=التدفق الحراري               | {\displaystyle {\frac {\partial u}{\partial t}}=-\nabla \cdot \mathbf {q} }             |
| الحركة الكمية، احتمال                    | Ψ\|2d3r = توزيع الإحتمال | Ψ\|2 = دالة الكثافة الاحتمالية (m−3+،Ψ = الدالة الموجية في نظام الكم | j = الاحتمال الحالي / الجريان        | {\displaystyle {\frac {\partial \|\Psi \|^{2}}{\partial t}}=-\nabla \cdot \mathbf {j} } |

المعادلات العامة الخام هي المعادلة الحرارية-نشرها وبولتزمان في معادلة النقل، التي لها جذورها في معادلة الاستمرارية.

## مبدأ الفعل الأقل
يمكن اشتقاق كل من الميكانيكا الكلاسيكية، من قوانين نيوتن، ميكانيك لاغرانج، ميكانيك هاملتوني، وما إلى ذلك، وهذا المبدأ بسيط جدا:
{\displaystyle \delta {\mathcal {S}}=\delta \int _{t_{1}}^{t_{2}}L(\mathbf {q} ,\mathbf {\dot {q}} ,t)dt=0}
حيث أن{S} هو الفعل، وجزءا لا يتجزأ من نظام لاغرانجيان.
{\displaystyle L(\mathbf {q} ,\mathbf {\dot {q}} ,t)=T(\mathbf {\dot {q}} ,t)-V(\mathbf {q} ,\mathbf {\dot {q}} ,t)}
L (\ mathbf {س}، \ mathbf {\ نقطة {س}}، ر) = T (\ mathbf {\ نقطة {س}}، T)-V (\ mathbf {س}، \ mathbf {\ {نقطة س}}، ر)
من النظم الفيزيائية بين الوقتين T1 و T2. الطاقة الحركية من هذا النظام هو T (وظيفة من معدل التغير في تكوين النظام)، والطاقة الكامنة هي V (وظيفة من التكوين ومعدل التغيير). يتم تعريف تكوين النظام الذي تمت N درجات الحرية من قبل المعمم إحداثيات س = (Q1، Q2، ... QN).
يتم تعريف الحرية من قبل المعمم إحداثيات س = (Q1، Q2، ... QN).
هناك معمم العزم المكورات إلى هذه الإحداثيات، ص = (P1، P2، ...، PN)، حيث:
{\displaystyle p_{i}={\frac {\partial L}{\partial {\dot {q}}_{i}}}}
يعني أن المسار الذي يسلكه جسيم وليكن فوتون هو مسار وحيد يتحدد بكونه المسار المصاحب لأقل فعل (جهد)؟
شرح:عندما تتطور المنظومة مع مرور الزمن فإن حركتها تشكل مساراً في فضاء الهيئة وذلك لأن الجسيم يكون له موقع وسرعة محددة في فضاء الهيئة، ومع مرور الزمن يتغير موقعه وسرعته وبالتالى ينتقل من نفطة إلى أخرى في فضاء الهيئة. الآن افترض أن المنظومة عند لحظة معينة t_i كانت عند النقطة (أ) في فضاء الهيئة ولاحقاً عند لحظة زمنية t_f وصلت المنظومة إلى نقطة أخرى في فضاء الهيئة وهي النقطة (ب). الآن هناك عدد لانهائى من المسارات التي تربط بين هاتين النقطتين، والسؤال هو ماهو المسار الذي انتقلت خلاله المنظومة؟ للإجابة على هذا السؤال دعنا نُعرف عدداً S يسمى بالفعل وهذا الفعل يُعرف على أنه التكامل الزمنى لدالة أويلر من لحظة بداية الحركة t_i إلى لحظة نهاية الحركة t_f. ينص مبدأ الفعل الأقل على أن المسار الحقيقى الذي تتحرك خلاله المنظومة هو المسار الذي يجعل للفعل S أقل قيمة ممكنة.
ملاحظة: L ليس ت المجموع الكامل لنظام الطاقة E للنظام نظرا للإختلاف، بدلا من مجموع:
{\displaystyle E=T+V}
وفيما يلي  موجز النهج العام للميكانيكا الكلاسيكية في ترتيب القوانين . فهي تركيبات مماثلة، ويستخدم عادة قانون نيوتن للتبسيط، ولكن نظريات وقوانين هاميلتون ومعادلات لاغرانج هي أكثر عمومية، ويمكن أن تمتد إلى غيرها من فروع الفيزياء مع تعديلات مناسبة.
| قوانين الحركة | قوانين الحركة |
| --- | --- |
| مبدأ الفعل الأقل: {\displaystyle {\mathcal {S}}=\int _{t_{1}}^{t_{2}}L\mathrm {d} t\,\!} | |
| معادلات أويلر لاغرانج، وهي: {\displaystyle {\frac {\mathrm {d} }{\mathrm {d} t}}\left({\frac {\partial L}{\partial {\dot {q}}_{i}}}\right)=-{\frac {\partial L}{\partial q_{i}}}} باستخدام تعريف الزخم المعمم، ويوجد أيضا تعريف التماثل الذي هو : {\displaystyle p_{i}={\frac {\partial L}{\partial {\dot {q}}_{i}}}\quad {\dot {p}}_{i}={\frac {\partial L}{\partial {q}_{i}}}} | معادلات هاميلتون {\displaystyle {\dfrac {\partial \mathbf {p} }{\partial t}}=-{\dfrac {\partial H}{\partial \mathbf {q} }}} {\displaystyle {\dfrac {\partial \mathbf {q} }{\partial t}}={\dfrac {\partial H}{\partial \mathbf {p} }}} ومعادلات هاملتون توصف بأنها وظيفة معممة من إحداثيات العزم في الشكل العام، مثل: {\displaystyle H(\mathbf {q} ,\mathbf {p} ,t)=\mathbf {p} \cdot \mathbf {\dot {q}} -L} |
| معادلات أويلر لاغرانج، وهي: {\displaystyle {\frac {\mathrm {d} }{\mathrm {d} t}}\left({\frac {\partial L}{\partial {\dot {q}}_{i}}}\right)=-{\frac {\partial L}{\partial q_{i}}}} باستخدام تعريف الزخم المعمم، ويوجد أيضا تعريف التماثل الذي هو : {\displaystyle p_{i}={\frac {\partial L}{\partial {\dot {q}}_{i}}}\quad {\dot {p}}_{i}={\frac {\partial L}{\partial {q}_{i}}}} | معادلات هاملتون -يعقوب {\displaystyle H\left(\mathbf {q} ,{\frac {\partial S}{\partial \mathbf {q} }},t\right)=-{\frac {\partial S}{\partial t}}} |
| قوانين نيوتن قوانين نيوتن للحركة وهي عبارة عن حلول محدودة لالنسبية. والصيغ البديلة لميكانيكا نيوتن هي ميكانيك لاغرانج وميكانيك هاملتوني .ترتبط هذه القوانين بالقوى المؤثرة على الجسم بحركته، وقد استخدم نيوتن هذه القوانين في تفسير العديد من الأنظمة والظواهر الفيزيائية. يمكن تلخيص هذه القوانين بمعادلتين اثنتين : {\displaystyle \mathbf {F} ={\frac {\mathrm {d} \mathbf {p} }{\mathrm {d} t}},\quad \mathbf {F} _{ij}=-\mathbf {F} _{ji}} حيث p =زخم الجسم, Fij = قوة على الجسم i من قبل الجسم j, Fij = قوة على الجسم j من قبلالجسم i. لنظام الديناميكيا اثنين من المعادلات (الفعالة) والتي جمعت في معادلة واحدة: {\displaystyle {\frac {\mathrm {d} \mathbf {p} _{\mathrm {i} }}{\mathrm {d} t}}=\mathbf {F} _{E}+\sum _{\mathrm {i} \neq \mathrm {j} }\mathbf {F} _{\mathrm {ij} }\,\!} التي هي FE = القوة الخارجية الناتجة (بسبب أي عامل ليست جزءا من النظام) . جسم i لا يمارس قوة على نفسه. | |
من أعلاه، نلاحظ أن معادلة الحركة في الميكانيكا الكلاسيكية يمكن أن تشتق.
البديهيات في الميكانيكا
- قوانين يولر للحركة.
- معادلات أويلر (الشكل الجامد للديناميات).

البديهيات في ميكانيكا الموائع
المعادلات التي تصف تدفق السوائل في حالات مختلفة يمكن استخلاصها، وذلك باستخدام المعادلات الكلاسيكية، تسعى هذه المعادلات إلى تحديد الكميات الفيزيائية الخاصة بالموائع، وذلك مثل السرعة، الضغط، الكثافة، ودرجة الحرارة، واللزوجة ومعدل التدفق، وقد ظهرت تطبيقات حسابية حديثة لإيجاد حلول للمسائل المتصلة بميكانيكا الموائع، ويسمى التخصص المعني بذلك ديناميكا الموائع الحسابية.فيما يلي بعض الأمثلة الابتدائية:
- مبدأ أرخميدس.
- مبدأ بيرنولي.
- معادلة هاغن-بوازوي (بالإنجليزية: Hagen–Poiseuille equation)‏.
- قانون ستوكس.
- معادلات نافييه-ستوكس.
- قانون فاكسين(بالإنجليزية: Faxén's law)‏.

## القوانين الحديثة
النسبية الخاصة وهي نظرية فيزيائية للقياس في إطار مرجعي عطالي اقترحها ألبرت أينشتاين،حيث وضع اينشتاين عام 1905 المبدأين التاليين ليكونا أساس النظرية النسبية الخاصة والتي دعيت بالخاصة لأنها خاصة بجمل المقارنة الغاليلية مبدأ النسبية و مبدأ ثبات سرعة الضوء. يعطى التفاضل للمسافة (ds) في فضاء ثلاثي الأبعاد بالعلاقة التالية :
{\displaystyle ds^{2}=dx_{1}^{2}+dx_{2}^{2}+dx_{3}^{2}}
حيث {\displaystyle (dx_{1},dx_{2},dx_{3})} هي تفاضلات الإحداثيات الثلاثة أو الأبعاد الفراغية الثلاثة. أما في الفضاء الزمكاني للننسبية الخاصة قنضيف احداثي رابع زماني بواحدة تساوي سرعة الضوء c فتكون المعادلة التفاضلية للأبعاد الأربعة :
{\displaystyle ds^{2}=dx_{1}^{2}+dx_{2}^{2}+dx_{3}^{2}-c^{2}dt^{2}}
في العديد من الحالات، يكون من الأنسب معاملة الإحداثي الزمني كعدد تخيلي (مثلا لتبسيط المعادلة) وفي هذه الحالة يستبدل {\displaystyle t} في المعادلة السابقة ب {\displaystyle i.t'}، وتصبح المعادلة :
{\displaystyle ds^{2}=dx_{1}^{2}+dx_{2}^{2}+dx_{3}^{2}+c^{2}(dt')^{2}}
في حالات أخرى نقوم باختزال الأبعاد المكانية الثلاثة إلى اثنين ونتعامل عندئذ مع فضاء ثلاثي الأبعاد : بعدبن مكانيين وآخر زماني.
{\displaystyle ds^{2}=dx_{1}^{2}+dx_{2}^{2}-c^{2}dt^{2}}
يمكننا أن نلاحظ الخط الجيوديسي الصفري على المخروط الثنائي لأي حدث في الصورة التالية :
و يمكن تعريفه بالمعادلة التالية :
{\displaystyle ds^{2}=0=dx_{1}^{2}+dx_{2}^{2}-c^{2}dt^{2}}
أو:
{\displaystyle dx_{1}^{2}+dx_{2}^{2}=c^{2}dt^{2}}
وهي معادلة دائرة ذات قطر r=c*dt. لو مددنا ذلك الكلام لفضاء كامل ذو ثلاث أبعاد مكانية وواحد زماني، فإن الجيوديسي الصفري عبارة عن دوائر متمركزة مستمرة ذات أقطار متزايدة
تساوي المسافة التي يقطعها الضوء من الحدث = c*(+ أو -)الزمن.
{\displaystyle ds^{2}=0=dx_{1}^{2}+dx_{2}^{2}+dx_{3}^{2}-c^{2}dt^{2}}
{\displaystyle dx_{1}^{2}+dx_{2}^{2}+dx_{3}^{2}=c^{2}dt^{2}}
المخروط الثنائي الصفري هو ما يمثل "خط الضوء" أو مسار الضوء الصادر عن تلك النقطة أو ما ندعوه بالحدث ضمن الفضاء الرباعي الأبعاد، وبما أن الضوء صاحب أكبر سرعة في الكون حسب النظرية النسبية فإنه لا وجود لمسارات تنطلق من هذه النقطة (الحدث) وتخرج عن نطاق هذا المخروط الثنائي (ببساطة لأن لا شيء أسرع من الضوء). ندعو المخروط العلوي : مخروط الضوء المستقبلي وهو يشمل الأحداث المستقبلية التي يمكن أن تتلقى إشارة من الحدث المعني. أما المخروط السفلي فيدعى مخروط الضوء الماضي ويشمل الأحداث الماضية التي يمكن لها بعث إشارة إلى هذا العنصر. كل ما هو خارج هذين المخروطين لا يمكن له التواصل مع هذا الحدث لا كماضي ولا كمستقبل.
النسبية العامة
وهي نظرية هندسية للجاذبية نشرها ألبرت أينشتاين، وتمثل الوصف الحالي للجاذبية في الفيزياء الحديثة، بتعميمها للنسبية الخاصة وقانون الجذب العام لنيوتن وتزويدها لوصف موحد للجاذبية كخاصية هندسية للمكان والزمان، أو ما يسمى الزمكان،وتختلف بشكل واضح تنبؤات النسبية العامة عن النسبية الخاصة بالفيزياء التقليدية، لا سيما فيما يتعلق بمرور الوقت، وهندسة المكان، والسقوط الحر للأجسام، وانتشار الضوء.
و أبسط مجموعة من المعادلات للنسبية العامة هي ما يسمى (حقل) في معادلات آينشتاين:
{\displaystyle G_{\mu \nu }\equiv R_{\mu \nu }-{\textstyle 1 \over 2}R\,g_{\mu \nu }={8\pi G \over c^{4}}T_{\mu \nu }.\,}
على الجانب الأيسر هي معادلة آينشتاين موتر، وهي مزيج خالي من ريتشي موتر
{\displaystyle R_{\mu \nu }} والوزن المتري. حيث {\displaystyle G_{\mu \nu }} هو غير متماثل. على وجه الخصوص
{\displaystyle R=g^{\mu \nu }R_{\mu \nu }\,}
هو انحناء عددي كما في المعادلة التالية:
{\displaystyle \quad R_{\mu \nu }={R^{\alpha }}_{\mu \alpha \nu }.\,}
مغناطيسية الجاذبية
وهي معادلات التماثل لمعادلات ماكسويل ومستنبطة منن النظرية النسبية العامة لأينشتاين تحت شروط معينة. وتنطبق على مشاهدة من بعيد لمصادر معزولة، وتنطبق فقط على جسيمات بطيئة. نشرت تلك المعادلات قام بصياغتها الفيزيائي أولفر هيفيسايد كنظرية مستقلة مكملة لقوانين نيوتن.
طبقا للنظرية النسبية العامة يمكن وصف مجال الجاذبية الناتج عن دوران جسم بواسطة معادلات مشابهة لتلك المستخدمة في معادلات ماكسويل للمجال المغناطيسي في الكهرومغناطيسية. بالابتداء من المعادلة الأساسية للنسبية العامة - معادلة المجال لأينشتاين - وبافتراض مجال جاذبية ضعيف أو زمكان مستوى يمكن استنتاج معادلات الجاذبية المماثلة لمعادلات ماكسويل للكهرومغناطيسية. تسمى تلك المعادلات "معادلات مغناطيسية الجاذبية" GEM equations ونقارنها هنا بمعادلات ماكسويل بوحدات SI :
 
cellspacing="0"

| معادلات مغناطيسية الجاذبية | معادلات ماكسويل                                                                           |
| --- | ----------------------------------------------------------------------------------------- |
| {\displaystyle \nabla \cdot \mathbf {E} _{\text{g}}=-4\pi G\rho _{\text{g}}\ } | {\displaystyle \nabla \cdot \mathbf {E} ={\frac {\rho }{\epsilon _{0}}}}                  |
| {\displaystyle \nabla \cdot \mathbf {B} _{\text{g}}=0\ } | {\displaystyle \nabla \cdot \mathbf {B} =0\ }                                             |
| {\displaystyle \nabla \times \mathbf {E} _{\text{g}}=-{\frac {\partial \mathbf {B} _{\text{g}}}{\partial t}}\ } | {\displaystyle \nabla \times \mathbf {E} =-{\frac {\partial \mathbf {B} }{\partial t}}\ } |
| {\displaystyle \nabla \times \mathbf {B} _{\text{g}}=-{\frac {4\pi G}{c^{2}}}\mathbf {J} _{\text{g}}+{\frac {1}{c^{2}}}{\frac {\partial \mathbf {E} _{\text{g}}}{\partial t}}</math\|<math>\nabla \times \mathbf {B} ={\frac {1}{\epsilon _{0}c^{2}}}\mathbf {J} +{\frac {1}{c^{2}}}{\frac {\partial \mathbf {E} }{\partial t}}} |                                                                                           |

```
حيث:
```

- Eg مجال جاذبية ثابت، يمكن أن يسمى كهربائية الجاذبية gravitoelectric لتسهيل المقارنة.
- E مجال كهربائي؛
- Bg مجال مغناطيسية الجاذبية;
- B مجال مغناطيسي؛
- ρg كثافة المادة;
- ρ كثافة الشحنة:
- Jg كثافة التيار (J = ρ vρ)

حيث vρ سرعة سريان الكتلة المنتجة لمجال مغناطيسية الجاذبية
- J كثافة التيار الكهربائي; * G ثابت الجاذبية؛
- ε0 نفاذية الفراغ؛
- c سرعة انتشار الجاذبية = سرعة الضوء طبقا للنسبية العامة.

| معادلات أينشتاين للمجال (EFE): {\displaystyle R_{\mu \nu }+\left(\Lambda -{\frac {R}{2}}\right)g_{\mu \nu }={\frac {8\pi G}{c^{4}}}T_{\mu \nu }\,\!} حيث Λ = الثابت الكوني, Rμν = الانحناء الريتشي, Tμν = موتر إجهاد-طاقة, gμν = موتر متري | جيوديسي: {\displaystyle {\frac {{\rm {d}}^{2}x^{\lambda }}{{md}t^{2}}}+\Gamma _{\mu u}^{\lambda }rac{{md}x^{\mu }}{{md}t}rac{{md}x^{u}}{{md}t}=0\ ,} حيث Γ is a رموز الكريستوفل، يحتوي على المتري.. |
| GEM معادلات إذا كان g حقل الجاذبية و H مجال مغناطيسية الجاذبية, فالحلول في هذه الحدود هي: {\displaystyle abla\cdot \mathbf {g} =-4\pi Gho\,\!} {\displaystyle abla\cdot \mathbf {H} =\mathbf {0} \,\!} {\displaystyle ablaimes\mathbf {g} =-rac{\partial \mathbf {H} }{\partial t}\,\!} {\displaystyle \nabla \times \mathbf {H} ={\frac {4}{c^{2}}}\left(-4\pi G\mathbf {J} +{\frac {\partial \mathbf {g} }{\partial t}}\right)\,\!} حيث ρ هي كثافة الكتلة و 'J' هو كثافة التيار الشامل أو كتلة التدفق. | |
| وبالإضافة إلى ذلك هناك قوة لورنتز في حقل الجاذبية : {\displaystyle \mathbf {F} =\gamma (\mathbf {v} )m\left(\mathbf {g} +\mathbf {v} \times \mathbf {H} \right)} حيث m هو الكتلة الساكنة من الجسيمات وγ هو معامل لورنتز. | |

## القوانين الكلاسيكية
بعد مرور حوالي قرن على وجودقوانين كبلر،استخلصت بأنها نتاج طبيعي لقانونه (التربيع العكسي) في الجاذبية ضمن الشروط الحدّية . كذلك عمل نيوتن على توسيع قوانين كبلر بطرق مختلفة منها السماح بحساب المدارات حول أجرام سماوية أخرى. كان قد أوضح أيضاً الأسباب التي جعلت من النظام الشمسي نموذجاً أقرب ما يكون إلى القانون المثالي ليستعملها كبلر في قوانينه.
| قانون الجذب العام لنيوتن: لنقطتي كتلتين إثنتين: {\displaystyle \mathbf {F} ={\frac {Gm_{1}m_{2}}{\left\|\mathbf {r} \right\|^{2}}}\mathbf {\hat {r}} \,\!} لتوزيع كتلة موحدة غير الكثافة لكثافة الكتلة المحلية ρ (r)من حجم الجسم في V,وهذه تصبح: {\displaystyle \mathbf {g} =G\int _{V}{\frac {\mathbf {r} \rho \mathrm {d} {V}}{\left\|\mathbf {r} \right\|^{3}}}\,\!}                                                                            | قانون غاوس للجاذبية: تعبير يعادل قانون نيوتن هو: {\displaystyle \nabla \cdot \mathbf {g} =4\pi G\rho \,\!} |
| قانون كبلر الأول: الكواكب تتحرك في القطع الناقص، مع تركيز النجوم {\displaystyle \mathbf {r} ={\frac {a}{1+e\cos \theta }}\mathbf {\hat {r}} \,\!} حيث {\displaystyle e={\sqrt {1-(b/a)^{2}}}} إن مقدار إطالة ذلك القطع الناقص أو الإهليج مقارنة بالدائرة المثالية يعرف بشذوذه; وهو معامل يتغير من 0 في حالة الدائرة إلى إلى 1 في حالة تم شدّ الدائرة من طرفين إلى أن أصبحت خطاً مستقيماً. كان كبلر قد عرف أن مقدار الشذوذ في الزهرة 0.007 وعطارد 0.2. | |
| قانون كلبر الثاني: قانون كبلر الثاني يكافئ الحقيقة القائلة بأن القوة العمودية على نصف القطر هي صفر. تتناسب السرعة المساحية مع كمية التحرك الزاوي، ولنفس السبب بالتالي، يعتبر قانون كبلر الثاني أيضاً نصاً غير مباشر لمبدأ حفظ الزخم الزاوي.رياضياتياً: {\displaystyle {\frac {\mathrm {d} A}{\mathrm {d} t}}={\frac {\left\|\mathbf {L} \right\|}{2m}}\,\!} حيث Lهو الزخم الزاوي المداري للجسيمات (أي الكوكب) من كتلةm حول محور المدار,               | |
| قانون كلبر الثالث: ينص ان مكعب معدل المسافة بين الشمس والكوكب يتناسب طردياً مع مربع زمن دوران الكوكب حول الشمس .أي مربع الفترة الزمنية المدارية T يتناسب مع نصف القطر: {\displaystyle T^{2}={\frac {4\pi ^{2}}{G\left(m+M\right)}}r^{3}\,\!} حيث M هي الكتلة من الجسم المركزي (أي مركز جسم النجم). | |

## قوانين الديناميكا الحرارية
قوانين الديناميكا الحراريةهي وصف لسلوك انتقال الحرارة وإنتاج الشغل سواء كان شغلا ديناميكيا حركيا أم شغلا كهربائيا من خلال عمليات ثرموديناميكية. وتعد أحد أهم قوانين الفيزياء لارتباطاتها المتعددة مع العديد من فروع الفيزياء والعلوم الفيزيائية (كيمياء، علم المواد، علم الفلك، علم الكون...).
نص القانون الأول للديناميكا الحرارية على أن :
{\displaystyle dU=\delta Q-\delta W\,}
وطبقا للقانون الثاني للديناميكا الحرارية فهو يعطينا العلاقة التالية في حالة عملية عكوسية:
{\displaystyle dS=\delta Q/T\,}
أي أن :
{\displaystyle \delta Q=TdS\,}
وبالتعويض عنها في معادلة القانون الأول، نحصل على :
{\displaystyle dU=TdS-\delta W\,}
ونفترض الآن أن التغير في الشغل dW هو الشغل الناتج عن تغير الحجم والضغط في عملية عكوسية، فيكون :
{\displaystyle dU=TdS-PdV\,}
تنطبق هذه العلاقة في حالة تغير عكوسي. ونظرا لكون
{\displaystyle U}, {\displaystyle S}, and {\displaystyle V} دوال للحالة فتنطبق المعادلة أيضا على عمليات غير عكوسية. فإذا كان للنظام أكثر من متغير غير تغير الحجم وإذا كان عدد الجسيمات أيضا متغيرا (خارجيا)، نحصل على العلاقة الترموديناميكية العامة :
{\displaystyle dU=TdS-\sum _{i}X_{i}dx_{i}+\sum _{j}\mu _{j}dN_{j}\,}
وتعبر فيها {\displaystyle X_{i}} عن قوي عامة تعتمد على متغيرات خارجية {\displaystyle x_{i}}. وتعبر {\displaystyle \mu _{j}} عن الكمونات الكيميائية للجسيمات من النوع
{\displaystyle j}.
جدول بقوانين الديناميكا الحرارية
| قوانين الديناميكا الحرارية | قوانين الديناميكا الحرارية |
| --- | --- |
| القانون الأول للديناميكا الحرارية: التغير في الطاقة الداخلية d تحتسب U في نظام مغلق بالكامل من قبل الحرارة ودلتا الحرارة Q يتم استيعابها من قبل النظام عمل الدلتا W الذي قام به النظام: {\displaystyle \mathrm {d} U=\delta Q-\delta W\,} القانون الثاني للديناميكا الحرارية: يوجد ثلاث صيغ للقانون الثاني للديناميكا الحرارية",كل صيغة ترى الواقع من زاوية معينة، ولكنها تتحد جميعا في المعنى. {\displaystyle \Delta S\geq 0} الصيغة الأولى وهي تتضمن انتقال الحرارة :. | القانون الصفري للديناميكا الحرارية: 'إذا تلاقى نظامين في التوازن الحراري مع نظام ثالث، يتم تعريف التوازن الحراري مع بعضهم البعض. {\displaystyle T_{A}=T_{B}\,,T_{B}=T_{C}\Rightarrow T_{A}=T_{C}\,\!} القانون الثالث للديناميكا الحرارية: كما أن درجة الحرارة في T الذي هو نظام يقترب من الصفر المطلق، والكون S تقترب من الحد الأدنى لقيمة C: مثل T → 0, S → C. |
| يمكن لأنظمة متجانسة يمكن الجمع بين القانون الأول والثاني إلى معادلة جيبس الأساسية: {\displaystyle \mathrm {d} U=T\mathrm {d} S-P\mathrm {d} V+\sum _{i}\mu _{i}\mathrm {d} N_{i}\,\!} | القانون الصفري للديناميكا الحرارية: 'إذا تلاقى نظامين في التوازن الحراري مع نظام ثالث، يتم تعريف التوازن الحراري مع بعضهم البعض. {\displaystyle T_{A}=T_{B}\,,T_{B}=T_{C}\Rightarrow T_{A}=T_{C}\,\!} القانون الثالث للديناميكا الحرارية: كما أن درجة الحرارة في T الذي هو نظام يقترب من الصفر المطلق، والكون S تقترب من الحد الأدنى لقيمة C: مثل T → 0, S → C. |
| العلاقة المتبادلة في معادلة لارس أونساغر: تسمى أحيانا القانون الرابع للديناميكا الحرارية {\displaystyle \mathbf {J} _{u}=L_{uu}\,\nabla (1/T)-L_{ur}\,\nabla (m/T)\!}; {\displaystyle \mathbf {J} _{r}=L_{ru}\,\nabla (1/T)-L_{rr}\,\nabla (m/T)\!}. | |
- قانون نيوتن للتبريد
- توصيل حراري
- قانون الغازات المثالية
  - قانون بويل **قانون شارل
  - قانون جاي-لوساك **قانون أفوجادرو:تحسنت الآن من قبل نظرية معادلة الحالة
- قانون دالتون (في الضغوط الجزئية)
- معادلة بولتزمان،(بالإنجليزية: Boltzmann equation)‏
- مبرهنة كارنوت
- قانون كوب،(بالإنجليزية: Kopp's law)‏.

## الضوئيات
كلاسيكياً، علم البصريات يستند إلى مبدأ التغاير:الذي يقطعه الضوء من نقطة واحدة في الفضاء ما لآخر في أقصر وقت.
ومن نظريات ومبادئ وقوانين الضوئيات مثل:
- مبدأ فيرما.
- البصريات الهندسية.
- انعكاس منتظم. *قانون الانكسار.
- بصريات طبيعية. *زاوية الاستقطاب. *مرشح استقطابي.
- قانون بير-لامبرت.

في واقع الأمر، الخصائص البصرية للمادة بشكل ملحوظ هي أكثر تعقيدا وتتطلب ميكانيكا الكم في إسنادها.

## قوانين ميكانيكا الكم
قوانين ميكانيكا الكم لها جذوره في المسلمات، وهذه تؤدي إلى نتائج التي لا يطلق عليها عادة "قوانين"، ولكن لها نفس الوضع، حيث أن كل من ميكانيكا الكم توصف منها. إحدى الفرضيات القائلة بأن الجسيمات (أو نظام متعدد من الجسيمات) يوصف من قبل دالة موجية، وهذا يرضي معادلة موجية الكم: وهي معادلة شرودنغر (والتي يمكن أن تكون مكتوبة على أنها غير نظرية النسبية كمعادلة الموجة، أو معادلة الموجة النسبية. حل معادلة موجة يتنبأ بتطور الوقت في سلوك النظام، قياسا على حل قوانين نيوتن في الميكانيكا الكلاسيكية.
غيرها من المسلمات تغيير فكرة المتغيرات في الظاهرة المادية، واستخدام مشغل الكم؛ ولا يمكن إجراء بعض القياسات في نفس الحظة من الزمن (حسب مبدأ الارتياب )، والجزيئات لا يمكن تمييزها بشكل أساسي في مسلمة أخرى، وصيغة انهيار الدالة الموجية (Wave function collapse).
| ميكانيكا الكم، نظرية الحقل الكمومي معادلة شرودنغر (الشكل العام): يصف الاعتماد على الزمن في نظام ميكانيكية الكم. {\displaystyle i\hbar {\frac {d}{dt}}\left\|\psi \right\rangle ={\hat {H}}\left\|\psi \right\rangle } الكواتيرنيون (في ميكانيكا الكم) H هو المرافق والمشغل الذاتي لناء المساحة في المكان, {\displaystyle \|\psi \rangle } (انظر رمز براكيت) هو لحظية الحالة الكمومية في وقت t, هوالمركز r, i هما الوحدة فيعدد تخيلي, ħ = h/2π هو انخفاض ثابت بلانك. | ازدواجية موجة الجسيم 'بلانك أينشتاين القانون:' الطاقة من فوتون s يتناسب مع تردد من الضوء (الثابت وهو ثابت بلانك، h). {\displaystyle E=h\nu =\hbar \omega } 'الطول الموجي: 'هو لوضع الأسس في ازدواجية موجة الجسيمات، وكان المفهوم الرئيسي في معادلة شرودنغر, {\displaystyle \mathbf {p} ={\frac {h}{\lambda }}\mathbf {\hat {k}} =\hbar \mathbf {k} } 'مبدأ الريبة لهايزنبرج:' عدم اليقين في موقف ضرب اليقين في الزخم يعطي النصف على الأقل من انخفاض ثابت بلانك، وبالمثل فيالوقت والطاقة؛ {\displaystyle \Delta x\Delta p\geq {\frac {\hbar }{2}},\,\Delta E\Delta t\geq {\frac {\hbar }{2}}} مبدأ عدم اليقين يمكن تعميمه على أي زوج من المتغيرات الظاهرة - (راجع المقال الرئيسي). |
| ميكانيكا الموجة معادلة شرودنغر (الشكل الأصلي): {\displaystyle i\hbar {\frac {\partial }{\partial t}}\psi =-{\frac {\hbar ^{2}}{2m}}\nabla ^{2}\psi +V\psi } | ازدواجية موجة الجسيم 'بلانك أينشتاين القانون:' الطاقة من فوتون s يتناسب مع تردد من الضوء (الثابت وهو ثابت بلانك، h). {\displaystyle E=h\nu =\hbar \omega } 'الطول الموجي: 'هو لوضع الأسس في ازدواجية موجة الجسيمات، وكان المفهوم الرئيسي في معادلة شرودنغر, {\displaystyle \mathbf {p} ={\frac {h}{\lambda }}\mathbf {\hat {k}} =\hbar \mathbf {k} } 'مبدأ الريبة لهايزنبرج:' عدم اليقين في موقف ضرب اليقين في الزخم يعطي النصف على الأقل من انخفاض ثابت بلانك، وبالمثل فيالوقت والطاقة؛ {\displaystyle \Delta x\Delta p\geq {\frac {\hbar }{2}},\,\Delta E\Delta t\geq {\frac {\hbar }{2}}} مبدأ عدم اليقين يمكن تعميمه على أي زوج من المتغيرات الظاهرة - (راجع المقال الرئيسي). |
| مبدأ استبعاد باولي: أنه لا يمكن لاثنين من الفيرميونات (وهي الجسيمات نصفية الدوران المغزلي) أن يحتلا نفس الحالة الكمومية)(بوزونs). رياضيا، إذا كان اثنين من الجزيئات متبادلة، فيالدالة موجية فإن الفرميوني معادي للمتماثل، بينما الجسيمات المتماثلة تتشارك في التماثل: {\displaystyle \psi (\cdots \mathbf {r} _{i}\cdots \mathbf {r} _{j}\cdots )=(-1)^{2s}\psi (\cdots \mathbf {r} _{j}\cdots \mathbf {r} _{i}\cdots )} حيث ri هو مركز الجسيمات i,وs هماالدوران المغزلي. في الجسيمات لا توجد وسيلة لتعقب الجزيئات بدنياً، ولكن تستخدم التسميات فقط رياضياً لمنع الالتباس. | |

## قوانين الإشعاع
هي قوانين تطبيق الكهرومغناطيسية، الديناميكا الحرارية، وميكانيكا الكم، إلى الذرات والجزيئات، وبعض قوانين الإشعاع الكهرومغناطيسيالخفيفة، وهي على النحو التالي.
- قانون ستيفان بولتزمان، (بالإنجليزية: Stefan-Boltzmann law)‏
- قانون بلانك
- قانون فين للإزاحة
- قانون أنتوني بيكريل

### قوانين الكيمياء
القوانين الكيميائية هي تلك قوانين الطبيعة ذات الصلة بالكيمياء. تاريخيا، الملاحظات قد تؤدي إلى العديد من القوانين التجريبية، على الرغم أنه من المعروف أن الكيمياء لديها أساساتها في ميكانيكا الكم.

## كيمياء حرارية
الكيمياء الحرارية في الديناميكا الحرارية وفي الكيمياء الطبيعية، هي دراسة تولد الحرارة أو امتصاصها في التفاعلات الكيميائية.
- قانون دولون-بتي.
- معادلة جيبس-هلمهولتز.
- قانون هس.

## قوانين الغازات
- قانون راؤول.
- قانون هنري.

## قوانين النقل الكيميائية
- قانوني فيك للانتشار.

قانون غراهام.(بالإنجليزية: Graham's law)‏
- معادلة لام.(بالإنجليزية: Lamm equation)‏

## تحليل كمي
المفهوم الأساسيي في الكيمياء هو قانون حفظ الكتلة، التي تنص على أنه لا يوجد أي تغيير كشف في كمية المادة خلال التفاعل الكيميائي العادي.
يظهر في الفيزياء الحديثة أنه في واقع الطاقة التي يتم حفظها، وترتبط تلك الطاقة والكتلة؛ في مفهوم يصبح مهم في الكيمياء النووية. انحفاظ الطاقة يؤدي إلى توازن كيميائي في الديناميكا الحرارية، والحركية الكيميائية.

## قوانين الحسابات الكيميائية
1- الوزن بالجرام = عدد المولات × الكتلة الجزيئية .
2- عدد المولات = الوزن بالجرام / الكتلة الجزيئية .
في حالة حساب عدد المولات لذرة معينة مثل Na نستبدل الكتلة الجزيئية في القانون ( 2 ) : بالكتلة الذرية .
- من خلال مثلث العلاقات الثاني يمكننا معرفة القوانين الآتية :

1- عدد ( الذرات أو الأيونات أو الجزئيات ) = عدد المولات × عدد أفوجادرو .
2- عدد المولات = عدد ( الذرات أو الأيونات أو الجزئيات ) / عدد أفوجادرو .
عدد أفوجادرو = 6.02 × 2310
- إضافات أخرى :

1- المولارية = عدد مولات المذاب / حجم المحلول باللتر .
ولذلك يمكن حساب عدد المولات بدلالة المولارية كالآتي :
2- عدد المولات = المولارية × الحجم باللتر .
3- الكتلة الذرية الجرامية = الكتلة الذرية (( بوحدة الجرام )) .
4- الكتلة الجزيئية الجرامية = الكتلة الجزيئية (( بوحدة الجرام )) .
- المول : هو كمية المادة التي تحتوي على عدد أفوجادرو من أي صنف من الوحدات

( ذرات أو أيونات أو جزئيات ) .
- الكتلة الجزيئية : هي مجموع كتل الذرات المكونة للجزئ .
- المعادلة الكيميائية الموزونة هي أساس الحسابات الكيميائية .
- يقال عن الكتلة ( وزن ) تجاوزاً .
- 1 كجم = 1000 جم (( كتلة )) . الكيميائية .
- 1 ل = 1000 ملل = 1000 سم3 . (( حجم ))
- 1 ملل = 1 سم3 .

## قوانين الجيوفيزياء
هو دراسة فيزياء الأرض واستعمال القوانين الفيزيائية التطبيقية لفهم ظاهر وباطن الأرض.
القوانين الجيوفيزيائية مفيدة جداً في دراسة باطن الأرض. كثير من هذه الطرق مثل السايزمك، الجاذبية والمغناطيسية والكهرباء والكهرومغناطيسية وغيرها تستعمل في البحث عن النفط والغاز والماء والمعادن وغيرها.
إن وظيفة الجيوفيزياء هي إضافة بعد ثالث للخرائط الجيولوجية .
- قانون ارتشي، (بالإنجليزية: Archie's law)‏
- قانون بويز بالوت
- قانون بيرتش، (بالإنجليزية: Birch's law)‏
- قانون بيرلي

## القوانين البيولوجية
- تركيز الحياة على الخلايا.[16]
- جميع الأحياء تتكون من الجينات.[16]
- تتكون الحياة من خلال الكيمياء الحيوية.[16]
- علم الوراثة.

## انظر ايضاً
- قائمة القوانين